# Min Gud, jag har funnit den saliga grund
Min Gud, jag har funnit den saliga grund är en psalmtext av okänd författare, men översatt från engelska till svenska av Erik Nyström. Psalmen har sex 2-radiga verser med en 2-radig refrängtext. Titeln är densamma som inledningsstrofen och fogat till den finns bibelscitatet Han var sargad för våra missgärningrs skull (Jes. 53: 5).

## Publicerad i
- Andliga sånger 2:a uppl. 1876.